# 15 مايو
- السبت
- الأحد
- الاثنين
- الثلاثاء
- الأربعاء
- الخميس
- الجمعة

- 2628 شوال 1446  هـ
- 2729 شوال 1446  هـ
- 2830 شوال 1446  هـ
- 291 ذو القعدة 1446  هـ
- 302 ذو القعدة 1446  هـ
- 13 ذو القعدة 1446  هـ
- 24 ذو القعدة 1446  هـ
- 35 ذو القعدة 1446  هـ
- 46 ذو القعدة 1446  هـ
- 57 ذو القعدة 1446  هـ
- 68 ذو القعدة 1446  هـ
- 79 ذو القعدة 1446  هـ
- 810 ذو القعدة 1446  هـ
- 911 ذو القعدة 1446  هـ
- 1012 ذو القعدة 1446  هـ
- 1113 ذو القعدة 1446  هـ
- 1214 ذو القعدة 1446  هـ
- 1315 ذو القعدة 1446  هـ
- 1416 ذو القعدة 1446  هـ
- 1517 ذو القعدة 1446  هـ
- 1618 ذو القعدة 1446  هـ
- 1719 ذو القعدة 1446  هـ
- 1820 ذو القعدة 1446  هـ
- 1921 ذو القعدة 1446  هـ
- 2022 ذو القعدة 1446  هـ
- 2123 ذو القعدة 1446  هـ
- 2224 ذو القعدة 1446  هـ
- 2325 ذو القعدة 1446  هـ
- 2426 ذو القعدة 1446  هـ
- 2527 ذو القعدة 1446  هـ
- 2628 ذو القعدة 1446  هـ
- 2729 ذو القعدة 1446  هـ
- 281 ذو الحجة 1446  هـ
- 292 ذو الحجة 1446  هـ
- 303 ذو الحجة 1446  هـ
- 314 ذو الحجة 1446  هـ
- 15 ذو الحجة 1446  هـ
- 26 ذو الحجة 1446  هـ
- 37 ذو الحجة 1446  هـ
- 48 ذو الحجة 1446  هـ
- 59 ذو الحجة 1446  هـ
- 610 ذو الحجة 1446  هـ

15 مايو أو 15 أيَّار أو 15 مايس أو 15 نوَّار أو يوم 15 \ 5 (اليوم الخامس عشر من الشهر الخامس) هو اليوم الخامس والثلاثون بعد المئة (135) من السنوات البسيطة، أو اليوم السادس والثلاثون بعد المئة (136) من السنوات الكبيسة وفقًا للتقويم الميلادي الغربي (الغريغوري). يبقى بعده 230 يوما لانتهاء السنة.

## أحداث
- 1571 - التتار يحرقون موسكو بعد استيلائهم عليها.
- 1919 - انتصار قوات ملك الدولة السعودية الثالثة عبد العزيز آل سعود في معركة تربة على قوات الشريف الحسين بن علي حاكم مكة والمدينة المنورة.
- 1923 - تأسيس إمارة شرق الأردن.
- 1932 - اغتيال رئيس وزراء اليابان إينوكاي تسويوشي.
- 1940 - تأسيس شركة الوجبات السريعة ماكدونالدز.
- 1948 - الجيوش العربية تدخل فلسطين أبان اندلاع حربها، والإعلان عن قيام دولة إسرائيل، ويعرف هذا اليوم بيوم النكبة.
- 1957 -
  - المملكة المتحدة تفجر قنبلتها الهيدروجينية في المحيط الهادئ.
  - الإعلان عن استقلال النمسا.
- 1972 - إعادة أوكيناوا إلى السلطة اليابانية وتأسيس محافظة أوكيناوا.
- 1974 - ولادة أول متجر ملائم في تايتو بطوكيو من شركة «سفن إيليفن».
- 1980 - إسرائيل تعلن أن القدس هي عاصمة إسرائيل إلى الأبد.
- 1984 - سوريا تستدعي سفيرها في المغرب وتجمد عضويتها في لجنة القدس التابعة لمنظمة المؤتمر الإسلامي التي يرأسها المغرب احتجاجاً على استقبال الحكومة المغربية لوفد إسرائيلي.
- 1988 - الجيش السوفيتي يبدأ انسحابه من أفغانستان بعد 9 سنوات من غزوها.
- 1990 - الموسيقار ياني يصدر ألبومه السادس بعنوان (Reflections of Passion) والذي يحتوي على 15 مقطوعة.
- 1991 - نادي مانشستر يونايتد يحرز لقب كأس الاتحاد الأوروبي للأندية أبطال الكؤوس بعد فوزها في النهائي على نادي برشلونة بنتيجة 2-1.
- 2004 -
  - سقوط طائرة تدريب سعودية من نوع «هوك» ومقتل قائدها.
  - جنوب إفريقيا تفوز بالمنافسة على استضافة بطولة كأس العالم لكرة القدم 2010.
- 2009 - الرئيس الأمريكي باراك أوباما يجري إصلاحات على نظام المحاكمات العسكرية في معتقل غوانتانامو للأجانب المشتبه في علاقتهم بالإرهاب مما أغضب مؤيدين له قالوا إنه حنث بوعد بإنهاء المحاكم المثيرة للجدل التي شكلتها إدارة الرئيس السابق جورج دبليو بوش.
- 2011 -
  - مواجهات بين الجيش الإسرائيلي ومتظاهرين في هضبة الجولان وقطاع غزة وعلى الحدود مع لبنان في ذكرى يوم النكبة تؤدي إلى إطلاق نار من الجانب الإسرائيلي وتسقط العشرات بين قتلى وجرحى.
  - انتخاب وزير الخارجية المصري نبيل العربي أمينًا عامًا جديدًا لجامعة الدول العربية خلفًا لعمرو موسى وذلك بعد قيام مصر بتبديل مرشحها السابق للمنصب مصطفى الفقي وسحب قطر لمرحشها عبد الرحمن بن حمد العطية.
- 2012 - فرانسوا أولاند يتسلم مهامه رئيسًا لفرنسا خلفًا لنيكولا ساركوزي، ويعين فور توليه السلطة جان مارك أيرولت رئيسًا للحكومة.
- 2015 - الانقلاب العسكري في بوروندي يفشل بعد بدايته في 13 مايو، والرئيس بيير نكورونزيزا يدخل البلاد، ويتم توقيف عدة قائمين بالمحاولة.
- 2018 - افتتاح جسر القرم الرابط بين شبه جزيرة القرم والبر الروسي، ليصبح بذلك أطول جسر في أوروبا حتى تاريخ افتتاحه.
- 2019 -
  - الرئيس الأمريكي دونالد ترامب يوقع الأمر التنفيذي 13873، وعلى أثره أضيفت شركة هواوي، مصنعة الهواتف الذكية، لقائمة شركات تعتبرها الإدارة الأمريكية تهديدًا للأمن القومي وأوقفت عدة شركات أمريكية تعاملها مع الشركة الصينية.
  - الإعلان عن حجب الحكومة الصينيَّة لِويكيبيديا بجميع نسخها اللُغويَّة مُنذُ 23 أبريل 2019، بعد أن كان الحجب يطال النسخة الصينيَّة وحدها.
- 2022 - انتخاب حسن شيخ محمود رئيسًا للصومال بعد الانتخابات غير المباشرة التي أُجريت في البلاد.
- 2024 - إصابة رئيس الورزاء السلوفاكي روبرت فيكو بجروح خطيرة إثر محاولة لاغتياله، واستقرار حالته الصحية بعد عملية جراحية عاجلة.

## مواليد
- 1048 - عمر الخيام، عالم وشاعر مسلم.
- 1567 - كلاوديو مونتيفيردي، موسيقي إيطالي.
- 1773 - ميترنيخ، سياسي نمساوي.
- 1856 - ليمان فرانك بوم، كاتب أمريكي.
- 1859 - بيار كوري، عالم فيزياء فرنسي حاصل على جائزة نوبل في الفيزياء عام 1903.
- 1891 - ميخائيل بولغاكوف، روائي مسرحي روسي.
- 1901 - لويس مونتي، لاعب كرة قدم أرجنتيني إيطالي.
- 1903 - ماريا رايشه، عالمة آثار ورياضيات ألمانية.
- 1904 - سعيد تقي الدين، كاتب قصصي ومسرحي وصحفي لبناني.
- 1911 - هيرتا أوبرهاوزر، دكتورة نازية اشتهرت بالتجارب البشعة على البشر.
- 1915 -
  - كامل التلمساني، مخرج وكاتب مصري.
  - بول سامويلسون، اقتصادي أمريكي حائز على جائزة نوبل في العلوم الاقتصادية عام 1970.
- 1920 - نصر الله بطرس صفير، بطريرك الكنيسة المارونية السادس والسبعون.
- 1926 - عادل المهيلمي، ممثل مصري.
- 1932 - علي الصقلي الحسيني، أديب مغربي.
- 1937 - مادلين أولبرايت، سياسية أمريكية وأول امرأة تتولى منصب وزير الخارجية في الولايات المتحدة.
- 1938 - إنعام محمد علي، مخرجة مصرية.
- 1946 - إلياس جريس، صحفي ومدرس وشاعر أردني.
- 1951 - فرانك ويلكزك، عالم فيزياء نظرية أمريكي حاصل على جائزة نوبل في الفيزياء عام 2004.
- 1952 - شاز بالمينتري، ممثل أمريكي.
- 1953 -
  - إبراهيم الحربي، ممثل سعودي.
  - مايك أولدفيلد، موسيقي بريطاني.
- 1954 - إيريك غيريتس، لاعب ومدرب كرة قدم بلجيكي.
- 1964 - لارس لوكه راسموسن، رئيس وزراء الدنمارك.
- 1967 -
  - ستريدا جعجع، سياسية لبنانية
  - منتهى الرمحي، إعلامية أردنية.
  - مادهوري ديكسيت، ممثلة هندية.
- 1969 - أصالة نصري، مغنية سورية.
- 1970 -
  - فرانك دي بور، لاعب كرة قدم هولندي.
  - رونالد دي بور، لاعب كرة قدم هولندي.
- 1972 -
  - معين شريف، مغني لبناني.
  - شمة الكواري، كاتبة قطرية.
- 1974 - خالد الفضلي، لاعب كرة قدم كويتي.
- 1976 - جاسيك كرزينوفيك، لاعب كرة قدم بولندي.
- 1978 - إدواردو سيزار غاسبار، لاعب كرة قدم برازيلي.
- 1980 - هاني حسين، ممثل مصري.
- 1981 - باتريس إيفرا، لاعب كرة قدم فرنسي.
- 1982
  - سيغوندو كاستيو، لاعب كرة قدم إكوادوري.
  - ليال عبود، مغنية وراقصة مسرح لبنانية.
- 1986 - ماتياس فرنانديز، لاعب كرة قدم من تشيلي.
- 2002 - حلا الترك، مغنية بحرينية.

## وفيات
- 392 - فالنتينيان الثاني، إمبراطور روماني.
- 1157 - يوري دولغوروكي، أمير روسي ومؤسس مدينة موسكو.
- 1174 - نور الدين زنكي، حاكم حلب.
- 1886 - إيميلي ديكنسون، شاعرة أمريكية.
- 1924 - بول دو كونستنت، سياسي فرنسي حاصل على جائزة نوبل للسلام عام 1909.
- 1932 - إينوكاي تسويوشي، رئيس وزراء اليابان.
- 1935 - كازيمير ماليفيتش، رسام روسي.
- 1997 - سعد الله ونوس، كاتب مسرحي سوري.
- 2007 - جيري فالويل، قس أمريكي.
- 2010 - محمد أحمد الرشيد، نائب سابق في مجلس الأمة الكويتي.
- 2012 -
  - زكريا محيي الدين، عسكري وسياسي مصري.
  - كارلوس فوينتس، روائي وعالم اجتماع ودبلوماسي مكسيكي.
- 2014 - رياض شحرور، ممثل سوري.
- 2020 - محمد مرعشي، طبيب ومحاضر جامعي سوري.
- 2022 -
  - صلاح منتصر، كاتب وصحافي مصري.
  - ناصر وردياني، ممثل سوري.
  - ذو الهمة شاليش، عسكري سوري برتبة عميد.
- 2023 - فهد الحيان، ممثل سعودي.
- 2024 - عبد اللطيف عبد الحميد، مخرج سينمائي سوري.

## أعياد ومناسبات
- اليوم العالمي للأسرة.
- ذكرى النكبة.
- عيد الجيش في سلوفينيا.
- يوم المُعلم في المكسيك وكوريا الجنوبية.

## وصلات خارجية
- وكالة الأنباء القطريَّة: حدث في مثل هذا اليوم.
- النيويورك تايمز: حدث في مثل هذا اليوم.
- BBC: حدث في مثل هذا اليوم.